# Listo-Film

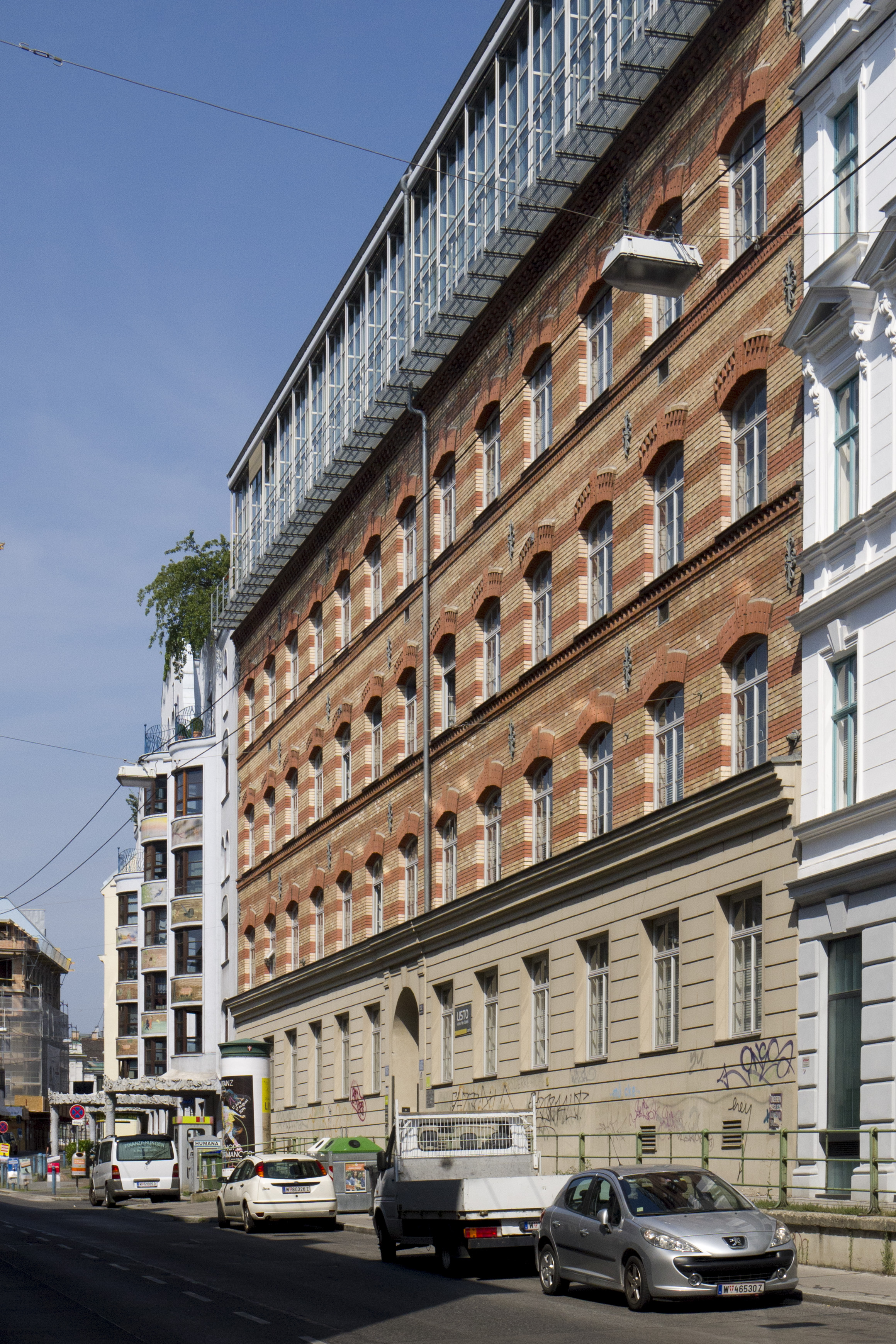
Sitz der Listo Film in Wien-Mariahilf.

Die Listo Film war eine von 1919 bis 2005 bestehende Wiener Filmgesellschaft, die seit 2005 als Listo Videofilm weitergeführt wird. Das Unternehmen wurde 1919 als Filmproduktionsgesellschaft gegründet, stellte die Produktion jedoch in der Nachkriegszeit ein und widmete sich seither ausschließlich dem Kopieren von Filmen. Mit der Gründung der Tochtergesellschaft Listo Videofilm im Jahr 1985 konnte sich die ehemalige Produktionsgesellschaft als Spezialist in der digitalen Nachbearbeitung, 3D-Animation und bei Spezialeffekten jedoch ein neues Standbein schaffen. 2005 übernahm die Listo Videofilm schließlich das Filmkopierwerk, die Räumlichkeiten und den Nachlass der Listo Film.
Das Gebäude der Listo Film ist eines der ältesten erhaltenen Filmateliers Europas. Ein in den 1990er-Jahren gestartetes Projekt zur Einrichtung eines „Österreichischen Medienmuseums“ in diesem Gebäude scheiterte jedoch.

## Geschichte

### Stummfilmzeit
1919 gründeten die jüdischen Kaufleute Heinrich Moses Lipsker und Adolf Stotter unter Beteiligung des Zigarettenhülsenfabrikanten Adolf Ambor die Listo Film, dessen Name sich aus den Initialen der beiden Nachnamen der Gründer zusammensetzte. Für die Produktionsleitung wurde Robert Reich eingestellt. Die Gründung des Unternehmens fiel in jene etwa fünf Jahre dauernde Zeitspanne der österreichischen Filmgeschichte, in denen die Nachkriegs-Inflation  eine Filmspekulationsblase entstehen ließ, die zahlreiche Filmgesellschaften und rund 550 Kurz- und Langspielfilme hervorbrachte. Da das Unternehmen im Gegensatz zu den meisten anderen Filmproduzenten über ein eigenes, gut ausgebautes Atelier im Dachgeschoß verfügte, wurde eine Vielzahl dieser Filme in den Listo-Ateliers gedreht. Das Unternehmen, das auch selbst Filme herstellte, zählte somit zu den bedeutendsten Filmgesellschaften Österreichs dieser Jahre.
So wurden etwa die Pan-Film-Produktionen Orlac’s Hände (1924) und Der Rosenkavalier (1926) in den Listo-Ateliers gedreht. In Eigenproduktion wurden zudem bedeutende jüdische Stummfilme hergestellt, etwa 1923 Ost und West von Sidney Goldin mit Stars des jiddischen Theaters, der US-Amerikanerin Molly Picon sowie Jacob Kalich in den Hauptrollen. Auch in weiteren Produktion spielte die jüdische Identität zwischen Assimilation und Tradition eine tragende Rolle: Der verbrannte Jude (1920), Die gekreuzigt wurden (1920, Regie: Georg Kundert), in dessen Handlung ein junger jüdischer Sozialist verspottet, verhöhnt und zum Wahnsinn getrieben wird, oder auch Der Abtrünnige (1927, Regie: Alfred Kempf Desci), worin Hauptdarsteller Jacob Feldhammer dem Glauben entsagt. Weiters wurden viele Komödien und Dramen hergestellt, darunter Kleider machen Leute (1922, Regie: Hans Steinhoff), wo Hans Moser seine erste Filmrolle absolviert.
Den Zusammenbruch der „Filmblase“ zwischen 1924 und 1926, die mit einer europaweiten Filmwirtschaftskrise im Zuge der aggressiven Expansionspolitik US-amerikanischer Filmhersteller zusammenfiel, und die das Ende der meisten Filmgesellschaften Österreichs bedeutete, konnte die Listo Film überstehen. 1922 traten Lipsker und Stotter aus der Gesellschaft aus, das Unternehmen wurde nun von Ambor alleine geführt.

### Frühe Tonfilmzeit, Nationalsozialismus und Restitution
Mit der Einführung des Tonfilms in Österreich ab etwa 1930 war das Atelier nicht mehr zeitgemäß. Auch die Auftragslage erreichte nie wieder ansatzweise den Umfang wie zu Beginn der 20er-Jahre, sodass Ambor nicht in die Umstellung des Ateliers auf den Tonfilm investierte und die Produktion 1931 eingestellt wurde. Die Listo Film beschränkte sich auf Entwicklungs- und Kopierarbeiten. Ambor ließ 1931 Räumlichkeiten für den Einzug der Bekleidungsfabrik Robinson, Rubin & Kalwill adaptieren, die unter dem Namen Erka auftrat. 1935 wurde ein weiterer Bereich des Gebäudes an die Maschinenfabrik Hans Cernik vermietet.
Nach dem Anschluss Österreichs an das nationalsozialistische Deutschland erfolgt die „Arisierung“ des Gebäudes, die 1939 von Robert Huber durchgeführt wird. Er übernimmt auf diese Weise die Erka-Kleiderfabrik von seinen jüdischen Besitzern. Adolf Ambor, als Abraham Ambor 1881 im galizischen Andrichau geboren, emigriert 1938 nach England. Seine Lebensgefährtin Mathilde Ruhm und Familie übernimmt das Unternehmen und setzt die Produktion fort. Die Listo Film blieb im Krieg unzerstört und wird um ein Tonstudio erweitert.
Nach Kriegsende erfolgte die Restitution: Ambor, der 1947 nach Wien zurückkehrte, bekam das Gebäude von Huber zurückgestellt und vermietete abermals an die ebenfalls zurückgekehrten Unternehmer Robinson, Rubin & Kalwill. Für den Weiterbetrieb der Filmproduktion zeigte Ambor jedoch keine Ambitionen. Diese wurde von Mathilde Ruhm bis Mitte der 50er-Jahre fortgeführt. Das Unternehmen war fortan als Filmentwicklungs- und Kopierwerk tätig. Ambor starb 1961 in Wien.

### Gründung der Listo Videofilm, Ende der Listo Film
1985 gründete Franziska Appel im selben Gebäude mit demselben Logo gemeinsam mit der Listo Film unter der Leitung von Elfriede Posch die Listo Videofilm GesmbH. Diese betätigte sich anfangs in der Nachbearbeitung und Postproduktion von Filmen, weitete ihre Tätigkeit in den Folgejahren jedoch auf immer speziellere Felder der Filmnachbearbeitung, darunter computergenerierte Spezialeffekte und Animationen, aus.
Am 14. April 2005 meldete die 1919 gegründete Listo Film unter der Leitung von Elfriede Posch (Nichte von Mathilde Ruhm) Konkurs an. Die Aktivitäten des Unternehmens, vor allem die Filmkopierung, wurden jedoch von Listo Videofilm übernommen.
Heute ist die Listo Videofilm als Filmkopierwerk und Nachbearbeiter von Filmen tätig. Bis zur Gründung der Synchro Film im Jahr 1985 verfügte die Listo Film über das einzige Filmkopierwerk Wiens.

## Filmatelier

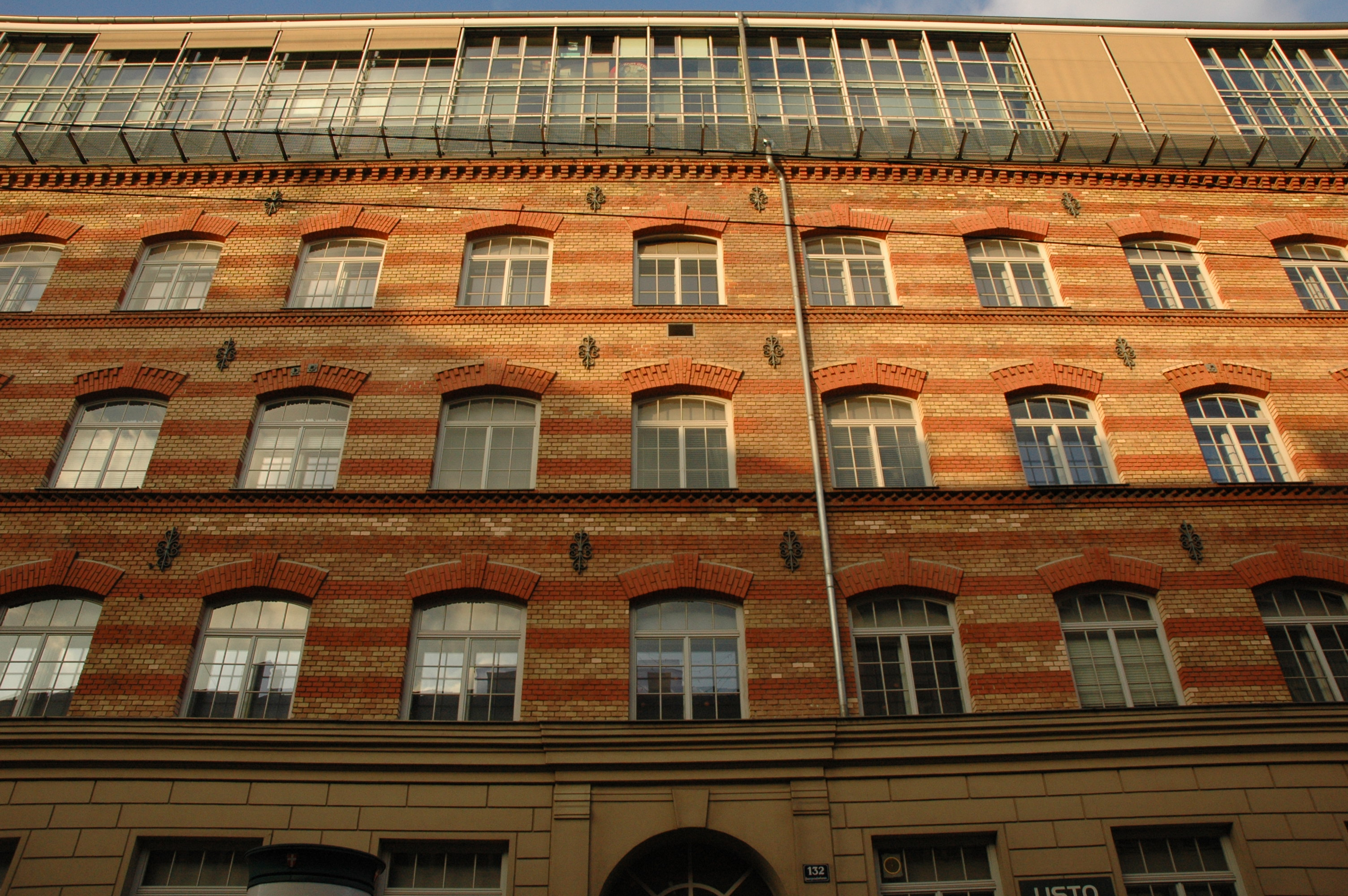
Fassade des 1893 errichteten Gebäudes mit dem 1922 errichteten, verglasten Dachatelier.

1919 bezog die Produktionsgesellschaft ein 1893 errichtetes Fabrikgebäude in der Gumpendorfer Straße 132 und richtete dort im zweiten Stock eine Film- und Kopieranstalt ein. Das Dachgeschoß wurde bis 1922 zu einem 43 mal 13 Meter (über 500 m²) großen Filmatelier mit transparenter Glas-Eisen-Konstruktion umgebaut. Es war das größte Dachatelier Wiens. Es verfügte über einen Lastenaufzug, der auch Kutschengespanne zu Filmaufnahmen in das Atelier bringen konnte.
Trotz der Konkurrenz durch die Rosenhügel-Filmstudios am gleichnamigen Rosenhügel (Vita-Film, ab 1922) und der Sascha Filmindustrie in Sievering wurden vor allem kleinere Filme sowie kleine und mittelgroße Szenen bei größeren Produktionen weiterhin in den zentrumsnahen Ateliers der Listo Film hergestellt.
Anfang der 1990er-Jahre entwarf der Filmwissenschaftler Ernst Kieninger in Zusammenarbeit mit Architekt Manfred Wehdorn ein Konzept für ein „Österreichisches Medienmuseum – Traumfabrik Wien“ im damals noch, seit dem Auszug der Erka, freistehenden Vordertrakt des Listo-Gebäudes. Ein Proponentenkomitee zur Unterstützung des Vorhabens wurde aus dem Verband österreichischer Filmproduzenten, der Bundeswirtschaftskammer, dem Ludwig-Boltzmann-Institut für Kommunikationsforschung sowie der Listo Videofilm selbst gebildet, Nutzungsinteresse für Seminarräume vonseiten der Universität für Musik und darstellende Kunst Wien, der die Filmakademie angehört, sowie für eine Medienwerkstatt vonseiten des Unterrichtsministeriums wurde bekundet. Die Pläne wurden jedoch nicht realisiert. Das denkmalgeschützte Gebäude wurde von 1997 bis 1999 saniert und dient heute, neben der Nutzung durch die Listo Videofilm, als Büro- und Wohngebäude.

## Filmographie

### Filmproduktion
Eine Auswahl von Filmen der Listo Filmproduktionsgesellschaft (von vielen Filmen ist nicht mehr als der Titel bekannt):
- 1919: Sie konnten zusammen nicht kommen (Regie: Ludwig M. Zwingenburg; Koproduktion mit Burg-Film)
- 1920: Der verbrannte Jude
- 1920: Die gekreuzigt wurden (Regie: Georg Kundert)
- 1921: Die Geheimnisse einer Großstadt
- 1921: Bob Merkers letztes Abenteuer
- 1921: Autogramm Lilli
- 1922: Kleider machen Leute (Regie: Hans Steinhoff)
- 1923: Ost und West (Regie: Sidney M. Goldin, Ivan Abramson; Koproduktion mit Picon-Film, New York)
- 1924: Orlac’s Hände (Regie: Robert Wiene)
- 1924: Aus dem fernen Osten
- 1926: Seff auf dem Wege zu Kraft und Schönheit (Werbefilm für die Wiener Molkerei mit dem Komikerduo Cocl & Seff)
- 1927: Der Abtrünnige (Regie: Alfred Kempf-Desci)
- 1928:   Andere Frauen (Regie: Heinz Hanus; Koproduktion mit Otto-Spitzer-Film)
- 1928: Die weiße Sonate (Regie: Louis Seemann)
- 1929: Sensation im Diamantenklub
- 1929: Hingabe (Regie: Guido Brignone; Koproduktion mit Messtro-Film, Berlin)
- 1948: Saxa Loquuntur
- 1953: Die Todesarena (Regie: Kurt Meisel; Koproduktion mit Bristol-Film Heinz Wolff, München)
- 1953: Die große Schuld
- 1953: Das letzte Aufgebot
- 1953: Der Bauernrebell (Regie: Alfred Lehner)
- 1955: Keine Sorge Franzl (Regie: Georg Tressler)

### Filmkopierung und Postproduktion
In der Postproduktion (Auswahl):
- 2005: Caché (Regie Michael Haneke)
- 2006: In 3 Tagen bist du tot (Regie Andreas Prochaska)
- 2007: Die Fälscher (Regie Stefan Ruzowitzky)
- 2007: Funny Games U.S. (Regie Michael Haneke)
- 2008: Revanche (Regie Götz Spielmann)
- 2008: Let’s Make Money (Regie Erwin Wagenhofer)
- 2009: Der Knochenmann (Regie Wolfgang Murnberger)
- 2009: Das weiße Band – Eine deutsche Kindergeschichte (Regie Michael Haneke)
- 2010: Die unabsichtliche Entführung der Frau Elfriede Ott (Regie Andreas Prochaska)
- 2010: Poll (Regie Chris Kraus)
- 2011: Atmen (Regie Karl Markovics)
- 2011: Hexe Lilli – Die Reise nach Mandolan (Regie Harald Sicheritz)
- 2011: Whores’ Glory (Regie Michael Glawogger)
- 2012: Amour (Regie Michael Haneke)
- 2012: Paradies: Liebe (Regie Ulrich Seidl)